# Gossenköllesee
Gossenköllesee je horské jezero nad sedlem Kühtai (Kühtaisattel), které se nachází v karu pod horou Pirchkogel ve Stubaiských Alpách v rakouské spolkové zemi Tyrolsko.

## Poloha
Jezero Gossenköllesee v Kühtai ve výšce 2417 m má rozlohu pouhých 1,6 hektaru a nachází se přímo pod horou Pirchkogel, kam zasahuje jeho povodí o rozloze 85 ha. Vznik se datuje do období holocénu. Nemá povrchový odtok a je napájeno pouze vodou tajícího sněhu. Jezero leží jen kousek severovýchodně od lanovky Schwarzmoos, dobře ukryté před zraky lyžařů na sjezdovce morénou usazenou po poslední době ledové. Moréna, z geologického hlediska, se skládá z amfibolů, ruly a slídových břidlic. Průměrná hloubka jezera je 4,6 m, maximální hloubka 9,9 m.

## Výzkum

### Vhodnost
Vysokohorská jezera, jako je toto, jsou velmi vhodná pro studium globálně účinných procesů, protože v nich nedochází k přímému zásahu člověka, mají relativně jednoduché potravní sítě a jsou velmi citlivá na změny v povodí a atmosféře. Na jedné straně představují systémy včasného varování před změnami životního prostředí, na druhé straně jsou také historickými archivy, jejichž vrstvy sedimentů odrážejí historii od poslední doby ledové. Na druhou stranu v nízkých nadmořských výškách jsou jezera v důsledku různých lidských vlivů v současnosti jen stěží vhodná jako indikátory globálních změn.
Toto malé jezero je jedním z nejlépe pozorovaných vysokohorských jezer a zaujímá ústřední postavení v mnoha mezinárodních vědeckých projektech. Je to jedno z mála vysokohorských jezer v Evropě, které má na svém břehu dobře vybavenou výzkumnou stanici (univerzity Innsbrucku), která je snadno a bezpečně přístupná po celý rok a je bez emisí.

### Význam
V době, kdy přírodní ekosystémy rychle mizí, zaujímá oblast Gossenköllesee s převážně neporušenou přírodou v mezinárodním měřítku téměř jedinečné postavení. Velkou výhodou je, že oblast není přímo ovlivněna člověkem - lyžařský areál není v bezprostřední blízkosti, neprochází tudy žádná silnice a v povodí není žádná horská chata. Jezero Gossenköllesee je ovlivňováno především atmosférou, zejména srážkami, prachem a nárůstem teploty. Výstavba lanových drah přes výzkumnou oblast by nejen zničila krásnou alpskou přírodu, ale také by pro výzkum znamenala opětovné pohřbení mnohaletých řad cenných dat a nutnost začít znovu od začátku na jiném místě. Ohrožena by byla nejen vysoce kvalifikovaná pracovní místa, ale také by byla vážně poškozena pověst rakouského výzkumu a univerzity v Innsbrucku. Na okraj je třeba poznamenat, že je téměř beznadějné najít v Tyrolsku srovnatelnou lokalitu, která by splňovala kritéria pro bezpečný dlouhodobý výzkum.

## Ekologie
První limnologické výzkumy se uskutečnily v roce 1933. Od roku 1975 je na jezeře umístěna výzkumná stanice Univerzity Innsbruck, která jezero intenzivně zkoumá.
Původní výzkumná stanice byla postavena v roce 1959 na jižním břehu jezera Vorderer Finstertaler See, ale musela ustoupit nádrži Finstertal skupiny elektráren Sellrain-Silz. Aby byl vědecký výzkum chráněn před zásahy člověka, bylo jezero Gossenköllesee a jeho povodí v letech 1977-2014 vyhlášeno biosférickou rezervací UNESCO a v roce 2015 bylo zařazeno do výzkumné sítě GLEON.
Jezero leží nad hranicí lesa a od začátku listopadu do poloviny června je obvykle pokryto až dvoumetrovou vrstvou ledu a sněhu, což má rozhodující vliv na pronikání světla a výměnu živin. Jezero má nízký obsah živin a je klasifikováno jako oligotrofní. Vzhledem k extrémním životním podmínkám je přirozeně druhově chudé. Zvláštností je výskyt rozsivkového druhu rodu Fragilaria, který dosud nebyl nalezen v žádném jiném vysokohorském jezeře. Kromě toho se v jezeře vyskytuje pstruh potoční, kterého sem nechal v roce 1500 vysadit císař Maxmilián I. spolu s mloky, stejně jako do mnoha jiných horských jezer. Zatímco pstruzi potoční jsou dnes všude genetickými kříženci, ryby v Gossenköllesee pocházejí výhradně z povodí Dunaje.
Velké skály a morénové kopce kolem jezera poskytují úkryt a životní prostředí svišťům, kamzíkům, liškám a zmijím.